# Грчка на Европском првенству у атлетици у дворани 2017.
Грчка је учествовала на 34. Европском првенству у дворани 2017 одржаном у Београду, Србија, од 3. до 5. марта. Ово је тридесет треће Европско првенство у атлетици у дворани од његовог оснивања 1970. године на којем је Грчка учествовала. Није учествовала само 1979. Репрезентацију Грчке представљало је 7 спортиста (3 мушкарца и 4 жене) који су се такмичили у 6 дисциплина (2 мушке и 4 женске).
На овом првенству Грчка је била 7. по броју освојених медаља са 3 медаље (1 златна, 1 сребрна и 1 бронзана).. У табели успешности према броју и пласману такмичара који су учествовали у финалним такмичењима (првих 8 такмичара) Грчка је са 3 учесника у финалу заузела 13 место са 21 бодом, од 36 земље које су имале представнике у финалу. Укупно је учествовало 49 земаља.
| Пл. | Земља | 1. место | 2. место | 3. место | 4. место | 5. место | 6. место | 7. место | 8. место | Бр. фин.-Бод. |
| --- | ----- | -------- | -------- | -------- | -------- | -------- | -------- | -------- | -------- | ------------- |
| 13. | Грчка | 1 – 8    | 1 - 7    | 1 – 6    | -        | -        | -        | –        | –        | 3 - 21        |

## Учесници
| Мушкарци: - Костадинос Филипидис — Скок мотком - Емануил Каралис — Скок мотком - Михаил Стаматојанис — Бацање кугле | Жене: - Rafailía Spanoudáki-Hatziríga — 60 м - Елисавет Песириду — 60 м препоне - Катерина Стефаниди — Скок мотком - Параскеви Папахристу — Троскок |  |

## Освајачи медаља (3)

### Злато (1)
- Катерина Стефаниди — Скок мотком

### Сребро (1)
- Костадинос Филипидис — Скок мотком

### Бронза (1)
- Параскеви Папахристу — Троскок

## Резултати

### Мушкарци
| Атлетичар            | Дисциплина   | Лични рекорд | Квалификације | Квалификације | Полуфинале | Полуфинале | Финале               | Финале  | Детаљи |
| Атлетичар            | Дисциплина   | Лични рекорд | Резултат      | Место         | Резултат   | Место      | Резултат             | Место   | Детаљи |
| -------------------- | ------------ | ------------ | ------------- | ------------- | ---------- | ---------- | -------------------- | ------- | ------ |
| Костадинос Филипидис | Скок мотком  | 5,84 НР      |               |               |            |            | 5,85 НР, ЛР          |         |        |
| Емануил Каралис      | Скок мотком  | 5,70         | 5,50          | 11 / 11 (12)  |            |            |                      |         |        |
| Михаил Стаматојанис  | Бацање кугле | 20,36 НР     | 18,83         | 22.           |            |            | Није се квалификовао | 22 / 23 |        |

### Жене
| Атлетичарка                   | Дисциплина   | Лични рекорд | Квалификације    | Квалификације    | Полуфинале            | Полуфинале            | Финале                | Финале                | Детаљи |
| Атлетичарка                   | Дисциплина   | Лични рекорд | Резултат         | Место            | Резултат              | Место                 | Резултат              | Место                 | Детаљи |
| ----------------------------- | ------------ | ------------ | ---------------- | ---------------- | --------------------- | --------------------- | --------------------- | --------------------- | ------ |
| Rafailía Spanoudáki-Hatziríga | 60 м         | 7,30         | Дисквалификована | Дисквалификована | Није се квалификовала | Није се квалификовала | Није се квалификовала | Није се квалификовала |        |
| Елисавет Песириду             | 60 м препоне | 8,04         | 8,08 КВ          | 3. у гр. 4       | 8,10                  | 5. у гр. 2            | Није се квалификовала | 10 / 22 (27)          |        |
| Катерина Стефаниди            | скок мотком  | 4,90 НР      |                  |                  |                       |                       | 4,85                  |                       |        |
| Параскеви Папахристу          | Троскок      | 14,47        | 14,12 КВ         | 6.               |                       |                       | 14,24 ЛРС             |                       |        |